# Rollin Thorne Sologuren
Rollin Andrés Avelino Thorne Sologuren (Ancón, Lima, 10 de noviembre de 1881 - Miraflores, Lima, 12 de junio de 1954) fue un banquero, industrial, hacendado y comerciante peruano.

## Biografía
Nació el 10 de noviembre de 1881 en plena ocupación chilena durante la Guerra del Pacífico a bordo de la corbeta USS Lackawanna, un buque de guerra estadounidense en el cual se habían realizado previamente las negociaciones de la Conferencia de Arica entre Chile y los aliados Bolivia y Perú con el fin de acabar con la guerra, anclado en la bahía de Ancón, balneario al que había sido trasladada su madre para evitar que sufriera los horrores de la guerra. Fue bautizado el 8 de enero de 1882 en la Parroquia del Sagrado Corazón de Jesús en Lima, siendo sus padrinos Minor K. Meiggs, hijo del empresario norteamericano Henry Meiggs, y Rosa Barrera.

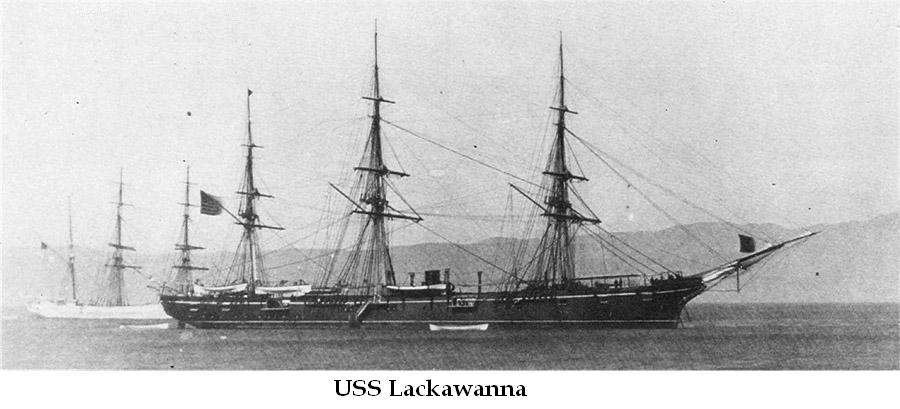
El USS Lackawanna a bordo del cual se realizó la Conferencia de Arica en 1880 y donde luego nació Rollin Thorne Sologuren.

Fue hijo de Rollin Thorne Eyzaguirre (1840-1896), comerciante y docente de la Escuela Naval del Perú nombrado sargento mayor del Regimiento de Caballería de la Guardia Nacional de Lima en 1874 por el presidente Manuel Pardo y Lavalle, quien luego participó en la campaña de Miraflores durante la Guerra del Pacífico.
Su abuelo paterno fue Rollin Thorne Mc'Quillan (1801-1876), comerciante estadounidense miembro del Tribunal del Consulado de Lima propietario de inversiones ferroviarias junto a Henry Meiggs, del monopolio de la importación de hielo otorgado por el gobierno peruano y de diversas concesiones de pozos petrolíferos en el distrito de La Brea en Talara, Piura, así como de un importante astillero en Long Island, Nueva York, quien llegó al Perú como empresario ejerciendo luego el cargo de cónsul general de los Estados Unidos luego del proceso de Independencia.
Asimismo, es descendiente de Henry Thorne, un ingeniero naval norteamericano y capitán de navío de la Armada de los Estados Unidos de ancestros puritanos, quien combatió en la Guerra de Independencia estadounidense.

## Vida profesional
Tuvo un campo de actividad profesional múltiple, destacando en el comercio, la agricultura, la banca e industria. Fue director del Banco Italiano —actualmente conocido como Banco de Crédito del Perú— durante más de 30 años (1920-1954), periodo en el cual rechazó los intentos del gobierno de Italia de controlar la institución a través de la Banca Commerciale Italiana de Milano. Fue también vicepresidente de la Compañía Universal Textil S.A. y director de la Compañía de Seguros La Fénix Peruana, de San Luis Gold Mines, entre otras.
Se desenvolvió en el ámbito político como presidente de la Beneficencia Pública de Lima (1948-1950) durante los gobiernos del presidente José Luis Bustamante y Rivero y del general Manuel Odría, presidente de la Sociedad Nacional Agraria (1948-1950), director de la Fundación Canevaro, socio de la Sociedad Nacional de Industrias y concejal de la Municipalidad Metropolitana de Lima. Asimismo, contribuyó a la campaña política del general Manuel Odría en las elecciones generales de 1950, las cuales culminaron con el nombramiento de Odría como nuevo presidente constitucional de la República. Fue también condecorado con la Orden de la Corona de Italia en grado de Caballero.

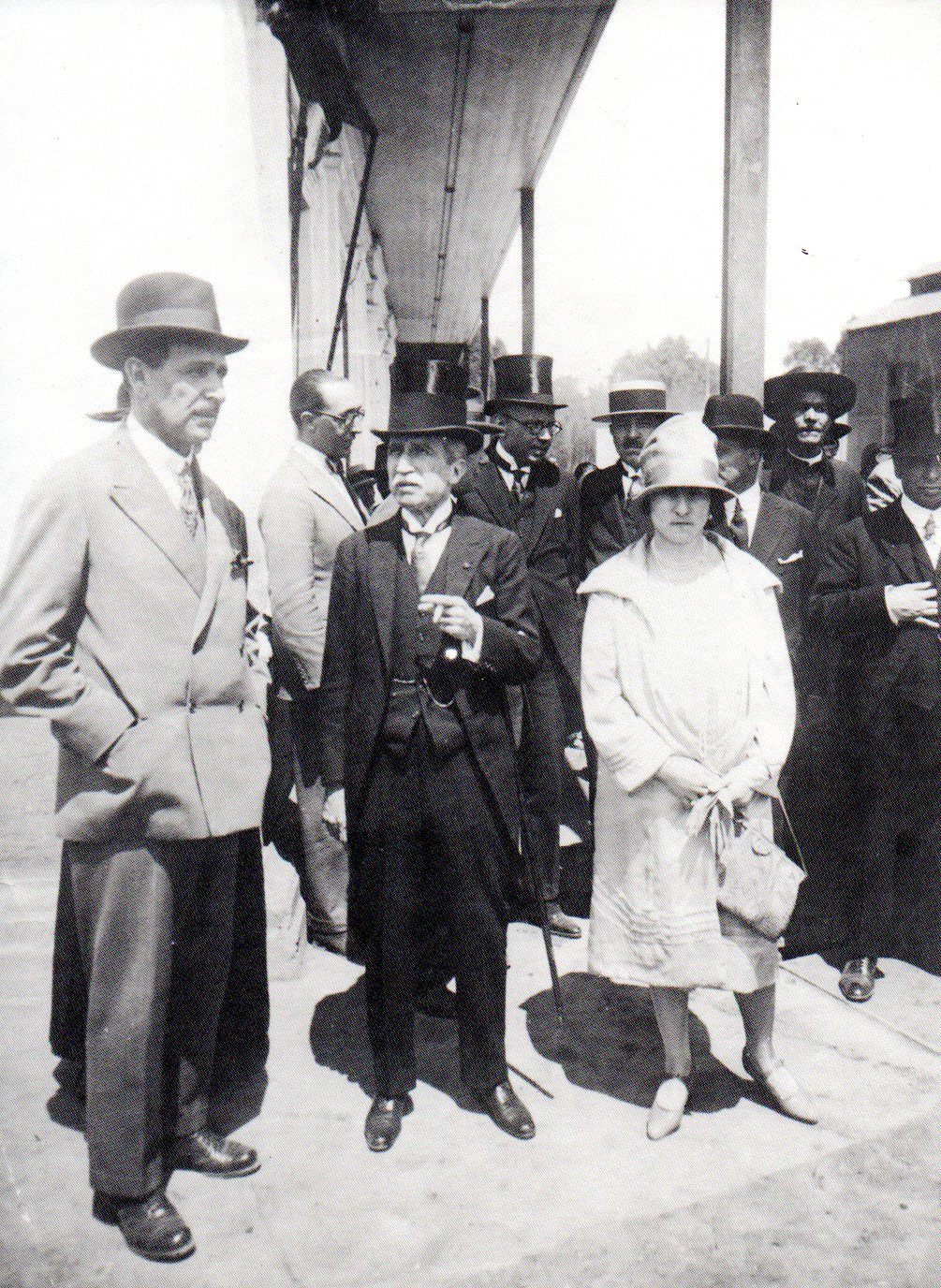
Rollin Thorne con el presidente Augusto B. Leguía en Puente Piedra.

Además, fue representante de la Sociedad Agrícola Infantas y Caudivilla Limitada, una de las principales sociedades poseedoras de tierras agrícolas en el valle de Carabayllo, así como propietario de importantes haciendas e inversiones agrícolas en Huánuco, Casma, el valle del río Chillón y dentro del actual distrito de Puente Piedra, la cual luego dio pase a la fundación del distrito en 1927. Entre estas propiedades agrícolas destacó la hacienda Quicacán, un inmenso latifundio ubicado en la provincia de Ambo dedicado principalmente a la destilación del alcohol de caña y a la producción de azúcar y diversos productos de panllevar.
Fuera del sector agrícola, controló diversas empresas tales como la Compañía Distribuidora de Productos S.A., Inversiones San Martín S.A., Tejidos de Cabuya S.A., entre otras. Efectuó también diversos donativos para obras de beneficencia y culturales, entre los que destacan la contribución para el socorro de los damnificados por el terremoto del Cuzco de 1950, el de la biblioteca municipal de Huánuco y la Ciudad Universitaria de la Universidad Nacional Mayor de San Marcos.
En marzo de 1950, fue elegido presidente de la Junta Directiva del colegio Santa María Marianistas, periodo en el cual la Sociedad de María, Marianistas logró plena autonomía en la dirección de la institución ya que se acordó, en una asamblea de accionistas, la separación definitiva entre el colegio y la compañía propietaria de padres de familia, así como la venta del 87% de acciones a los marianistas a un precio simbólico.
El ingeniero agrónomo Luis Alayza Escardó, ex ministro de Gobierno y Policía del Perú durante el primer gobierno del presidente Fernando Belaúnde Terry, quien fue uno de sus más cercanos colaboradores durante más de 30 años, manifestó lo siguiente en 1955 al cumplirse un año de su fallecimiento:

"Hoy hace un año, que en un sábado otoñal, desapareció para siempre Rollin Thorne. Fue uno de los hombres excepcionales de una generación que se está extinguiendo, la que realizó la obra de devolver al país el optimismo, perdido a consecuencia del desastre del 79."

Sus restos se encuentran enterrados en el Cementerio Presbítero Matías Maestro, ubicado en Barrios Altos, Lima.

## Descendencia
En 1916 contrajo matrimonio con la ilustre dama limeña María Isabel Larrabure y Correa (1891-1929), hija del ex vicepresidente y canciller Eugenio Larrabure y Unanue y bisnieta del reconocido médico y prócer de la Independencia Hipólito Unanue.
Entre sus ocho hijos se encuentran:
- Isabel Thorne Larrabure, casada con el médico Enrique Cipriani Vargas, nieto de Nemesio Vargas Valdivieso, y madre del cardenal Juan Luis Cipriani Thorne y del médico Enrique Cipriani Thorne.
- Rollin Thorne Larrabure, casado con Teresa Valega Sayán, hija del exalcalde de Barranco Tomás Valega Vasallo y descendiente del héroe del Combate del 2 de mayo José Gálvez Egúsquiza.[19]
- Angélica Thorne Larrabure, casada con el ingeniero Carlos Herbert Plenge Washburn, cofundador de la Compañía de Minas Buenaventura junto a Alberto Benavides de la Quintana.
- María Rosa Thorne Larrabure, casada con Eduardo Buse Derteano, descendiente de Dionisio Derteano y Echenique.
- Jorge Thorne Larrabure, casado con Lissy Vetter Tudela y padre de Alfredo Thorne Vetter, ex ministro de Economía y Finanzas durante el gobierno del presidente Pedro Pablo Kuczynski.

Luego del fallecimiento de su primera esposa, volvió a contraer matrimonio en 1931 con la limeña María Josefina León y Bueno, hija del exministro José Matías León Carrera.
Entre sus ocho hijos se encuentran:
- Ana Teresa Thorne León, casada con el ex canciller Fernando de Trazegnies Granda, marqués de Torrebermeja, conde de las Lagunas y caballero de la Orden de Malta.
- Jaime Thorne León, abogado y ex ministro de Defensa durante el segundo gobierno del presidente Alan García Pérez.
- Cecilia Thorne León, casada con Luis Antonio Trelles Montero, hijo del ex presidente del Consejo de Ministros Julio Óscar Trelles Montes.

## Condecoraciones
- Orden de la Corona de Italia en grado de Caballero.